# Ekologická antropologie
Ekologická antropologie se snaží o vysvětlení podobností mezi kulturami, které žijí v různých zeměpisných oblastech. Vysvětlení podle ekologické antropologie spočívá v úloze stejných přírodních podmínek, čili lidé ve stejných ekologických podmínkách sdílí stejné kulturní rysy.

## Předmět ekologické antropologie
1. Skupiny lovců a sběračů - oblasti s nedostatkem zdrojů. U těchto kultur funguje sezónní stěhování za lovnou svěří, čili se umí dobře přizpůsobovat. Funguje zde patrilinearita a patrilokalita. (Afrika: Pygmejové, Sanové; Asie - Zadní Indie, Borneo, Filipíny; Austrálie - Aboriginci, Tasmánci, Maorové; Severní Amerika - Šošoni, Kwakiutlové)
2. Zemědělské společnosti - souvisí s neolitickou revolucí (cca 10 tisíc př. Kr.), vznikají řemesla a sociální nerovnost
- Zahradnictví (horticulture) - hlízy, přesuny (nehnojí pole), domestikace drůbeže a prasat, práci na poli obstarávají ženy, z toho plyne fungování matrilinearity, společnost se většinou dělí do klanů.
- Intenzivní zemědělství (agriculture) - závlahové systémy, orba, tažná zvěř, terasy, pluh. Později urbanizace a vznik států.
- Pastevectví (pastoralism) - systém transhumance = přesun v okolí vesnice a odchod v období, kdy v oblasti sídla vládne zima a lehké zemědělství, nebo systém nomádství - lov, sběr, obchod. Pasou ovce, skot, koně, velbloudy, jaky, soby, jsou tedy závislí na zemědělství, žije s nimi v symbióze.